# Quintillus
Imperator Caesar Marcus Aurelius Claudius Quintillus Augustus (212 – 270), kendt som Quintillus, var romersk kejser i år 270 i en periode mellem 17 dage til tre måneder.

## Quintillus' Regeringstid
Efter Claudius II Gothicus' død blev hans bror Quintillus erklæret kejser af senatet med støtte af legionerne der var stationeret i Italien. Eftersigende skulle Claudius 2. have udpeget nærmeste general Aurelian som sin arving, så de illyriske legioner omkring Sirmium havde svoret ham troskab. Kejser Aurelian valgte at marchere mod Italian for at generobre Rom samt den italienske halvø, hvor at Quintillus havde stillet sin hær klar til at møde den invaderende styrke. Quintillus døde dog før de kunne mødes på slagmarken af ukendte årsager (Enten selvmord eller dræbt af sine egne soldater grundet hans strikte militærdiciplin). Senatet og Quintillus hære erklærede efterfølgende troskab til Aurelian. 
Quintillus' regeringstid kendestegnes ved forsættelse af nedværdigelse af de romerske mønter og omfattende korruption.

## Ekstern henvisning
- Wikimedia Commons har flere filer relateret til Quintillus
- Banchich, Thomas, "Quintillus (270 A.D)", De Imperatoribus Romanis